# Paramount Pictures
Paramount Pictures Corporation (Парама́унт Пи́кчерз Корпорэ́йшен) — американская компания, которая занимается созданием и распространением фильмов. Расположена в Голливуде, штат Калифорния. Собственником компании Paramount Pictures является конгломерат Paramount Global.
Компания была основана Адольфом Цукором в мае 1912 года и первоначально называлась Famous Players Film Company.

## История
История компании Paramount Pictures начинается с мая 1912 года, когда была создана Famous Players Film Company. Основатель и один из первых инвесторов Paramount Pictures Адольф Цукор видел, что существующие кинотеатры привлекают в основном переселенцев из рабочего класса, поэтому вместе с партнёрами Дэниелом и Чарльзом Фроманами он решил открыть первый кинотеатр, показывающий художественные фильмы, который был бы ориентирован на средний класс за счёт того, что в картинах будут сниматься ведущие актёры того времени. К середине 1913 года Famous Players Film Company выпустила 5 картин, и Цукор был на пути к успеху.

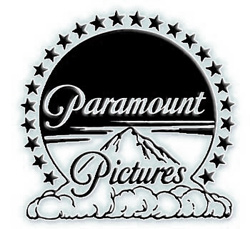
Логотип Paramount Pictures до 1967 года

В том же году продюсер Джесс Л. Ласки на деньги, взятые в долг у своего шурина Сэмюэла Голдфиша, открыл Lasky Feature Play Company. В качестве первого наёмного работника компания «Ласки» приняла на работу театрального постановщика Сесиля Б. Де Милля, не имевшего на тот момент никакого опыта в кино. В качестве первого задания он должен был найти подходящее место в Голливуде, недалеко от Лос-Анджелеса для своего первого фильма «Муж индианки». Вновь созданная компания Famous Players-Lasky быстро развивалась: Ласки и его партнеры Голдфиш и Де Милль отвечали за производство, Хайрам Абрамс за распространение кинопродукции, а Цукор занимался глобальными планами развития. Начиная с 1914 года компания «Ласки» и студия Famous Players поручили распространение своих картин новой компании Paramount Pictures, основанной в том же 1914 году владельцем нескольких кинотеатров в Юте Уильямом Ходкинсоном, который купил и объединил в одну несколько мелких фирм. Имея в качестве конкурентов в то время лишь компанию First National, Famous Players-Lasky и их Paramount Pictures вскоре стали доминировать в своей области. В 1916 году Цукор договорился с Ходкинсоном и Ласки о слияния своей компании Famous Players с их компаниями «Ласки» и Paramount. Объединённая компания, названная Paramount Pictures, стала первым успешным кинодистрибьютором национального масштаба. До того момента фильмы распространялись лишь на территории одного штата или региона, что было не только неэффективно, но и невыгодно.
Цукор верил в кинозвёзд, одним из первых слоганов его компании был девиз «Famous Players in Famous Plays». Он подписывал договоры с самыми популярными артистами своего времени, среди которых были Мэри Пикфорд, Дуглас Фэрбэнкс, Глория Свенсон, Рудольф Валентино и Уоллес Рид. Имея в арсенале звёзд такой величины, Paramount смогла ввести такое понятие, как «block booking», которое означало, что если владелец кинотеатра желает получить какой-либо фильм со звёздным составом, он должен приобрести для проката в своём кинотеатре в течение года и другие менее масштабные картины Paramount. Подобная система взаимоотношений смогла, с одной стороны, выдвинуть Paramount на лидирующие позиции в бизнесе в 1920—1930-е годы, а с другой стороны, позволила правительству преследовать компанию на основе антимонопольного законодательства в течение более чем 20 лет.
После слияния нескольких киностудий в одну кинокомпанию Paramount pictures зрители впервые увидели культовый логотип с горой и звездами, который был создан основателем Paramount (дистрибьюторской компании) У. В. Ходкинсоном. Ходкинсон позаимствовал название Paramount у многоквартирного дома, мимо которого он часто проходил в своем районе. Горная вершина, которую он помнил со своего детства в Юте, вдохновила на логотип, который он разработал. Легенда гласит, что звезды, окружающие гору, представляли собой 22 оригинальных кинозвезды, с которыми Ходкинсон заключил контракт. Другим подтекстом было то, что у Paramount было больше звезд, чем во вселенной.
До 1914 года Уильям Ходкинсон управлял сетью кинотеатров в Штате Юта, именно тогда он и нарисовал гору своего детства Бен Ломонд, расположенную в его штате которая, в последующем стала логотипом киностудии.

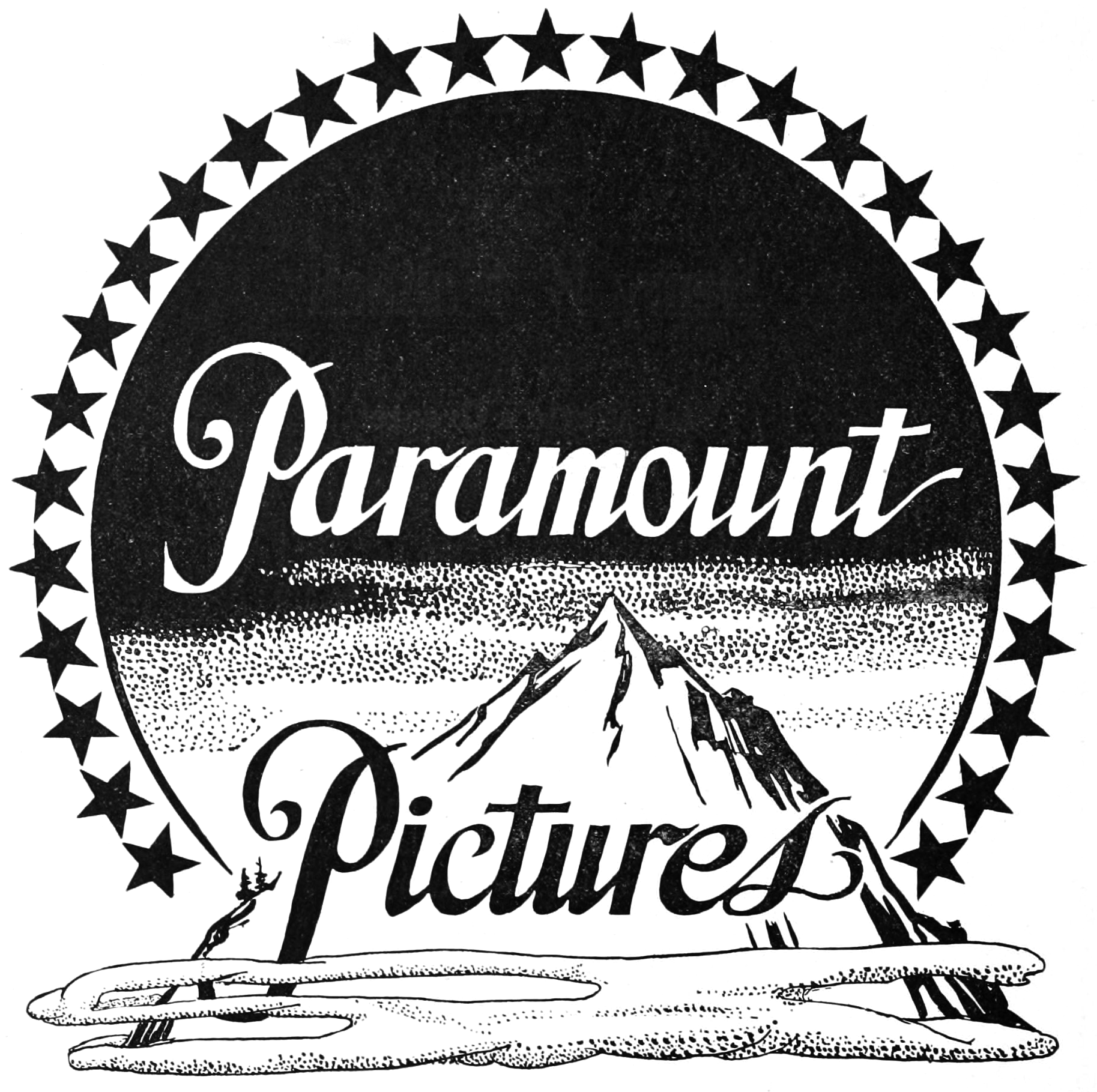
Логотип компании, использовавшийся в 1920-х годах

Основной движущей силой в успехе Paramount был Цукор. На протяжении 1920-х годов он построил кинотеатральную сеть, насчитывавшую более 200 залов, управлял 2 кинопроизводственными студиями и стал одним из первых инвесторов в радио, получив 50 % акций во вновь созданной в 1928 году Columbia Broadcasting System. Приобретя в 1926 году преуспевающую киносеть Balaban & Katz, он получил в распоряжение Барни Балабана, который стал президентом Paramount, и Сэма Катца (англ. Sam Katz), управлявшего киносетью Paramount-Publix. Также Цукор нанял независимого продюсера Б. П. Шульберга для управления студией West Coast. В 1927 году компания Famous Players-Lasky сменила имя на Paramount-Famous Lasky Corporation, а тремя годами позже, принимая во внимание важность киносети Publix, была переименована в Paramount-Publix Corporation.
Цукор избавился от своих прежних партнёров. Братья Фроманы, Ходкинсон и Голдфиш покинули компанию в 1917 году, в то время как Ласки продержался до 1932 года, когда, будучи обвинённым в упадке Paramount в годы Великой депрессии, он был также уволен из фирмы. Постоянные действия Цукора, направленные на расширение компании, и использование для покупок завышенных по своей стоимости акций Paramount в конечном итоге привели к тому, что в 1933 году компания получила статус должника, управляющего своим имуществом. Команда реформаторов, возглавляемая Джоном Хертцом (англ. John Hertz) и Отто Каном, оставила компанию нетронутой и чудесным образом оставила Цукора также на своем месте. В 1935 году Цукор получил почётный пост «заслуженного руководителя в отставке», а фактическим управляющим стал Барни Балабан. Когда компания сумела избежать банкротства, она уже была известна как Paramount Pictures, Inc.

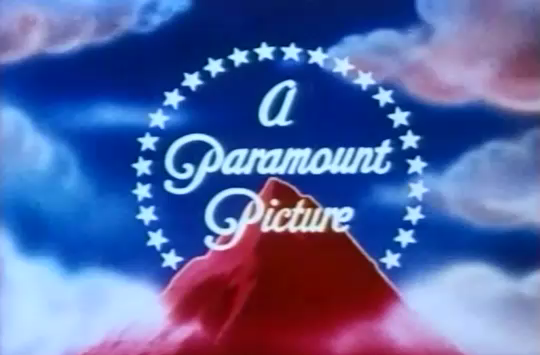
Логотип компании в 1930-х годах

Как и раньше, фильмы компании Paramount продолжали акцентировать своё внимание на звёздах: в 1920-х годах это были Глория Свенсон, Рудольф Валентино. К 1930-м годам звуковое кино выявило множество новых талантов: Марлен Дитрих, Мэй Уэст, Гэри Купер, Клодетт Кольбер, братья Маркс, Дороти Ламур, Кэрол Ломбард, Бинг Кросби, знаменитый аргентинский танцор танго Карлос Гардель и многие другие. В это время Paramount выпускала 60-70 картин в год. Таковы были выгоды от наличия огромной сети кинотеатров для проката своих картин и системы «block booking», с которой вынуждены были считаться другие киносети.
Мультипликационное подразделение Paramount также имело большой успех, благодаря двум основным персонажам: моряку Попаю и сексапильной брюнетке Бетти Буп. Киностудия Fleischer Studios выпускала мультфильмы с обоими героями вплоть до 1942 года, когда Paramount реорганизовала компанию, назвав её Famous Studios, чтобы получить контроль над обеими линейками мультфильмов.
В 1940 году Paramount согласилась с постановлением правительства о прекращении действия систем «block booking» и «pre-selling» (практика сбора денег авансом за прокат фильмов, которые находятся ещё на стадии производства). Хотя в результате подобных действий в компании произошло серьёзное сокращение расходов на производство, опустившее планку с 60 до 20 картин в год, тем не менее, имея новых звёзд Боба Хоупа, Алана Лэдда, Веронику Лейк, Полетт Годдар и Бетти Хаттон и астрономическое количество посетителей кинотеатров в военное время, Paramount и другие компании, владевшие комбинацией «киностудия-кинотеатр», зарабатывали больше, чем когда бы то ни было. Поэтому Федеральная торговая комиссия и Министерство юстиции США решили вновь открыть дело против пяти компаний, владевших подобной комбинацией. Все это привело в итоге к тому, что в 1948 году было принято решение Верховного суда США, которое разрушило творение Адольфа Цукора и принесло конец классической голливудской системе киностудий.
Принимая во внимание падение посещаемости кинотеатров после Второй мировой войны, Paramount и другие кинокомпании боролись за сохранение своей аудитории. Однако рядом всегда находились Федеральная торговая комиссия и Министерство юстиции, преследовавшие их по обвинениям об ограничении свободы торговли. В конечном счёте дело было отправлено в Верховный суд и вошло в историю как дело «США против Парамаунт». В мае 1948 года суд согласился с правительством, найдя признаки ограничения свободы торговли, и потребовал разделения производства и показа кино. Компания Paramount была разделена надвое: Paramount Pictures Corporation по-прежнему занималась производством кинопродукции, предназначенной в том числе и для показа в 1500-экранной киносети, переданной 31 декабря 1948 года в управление новообразованной компании United Paramount Theatres (UPT). Сеть кинотеатров Балабана и Катца также вошла в состав UPT. Ныне торговая марка Балабана и Катца принадлежит историческому фонду Балабана и Катца. Обеспеченный деньгами и контролирующий лучшую городскую недвижимость, глава UPT Леонард Голденсон начал искать пути инвестирования средств, исключая из сферы своих интересов лишь производство кино. В феврале 1953 года он приобрёл компанию ABC.
Компания Paramount Pictures одной из первых заинтересовалась телевидением, ещё в 1939 году запустив в Лос-Анджелесе экспериментальную телевизионную станцию, позднее известную как KTLA, и станцию WBBM-TV в Чикаго. Также компания инвестировала средства в новаторские DuMont Laboratories и через них в DuMont Television Network. Однако из-за усиления антитрастового контроля со стороны государства после 1948 года Paramount принимала ограниченное участие в деятельности телевизионной сети, отказавшись спасти DuMont в середине 1950-х годов, в результате чего последняя перестала существовать.
В связи с потерей киносети Paramount Pictures пришла в упадок: уменьшила затраты на производство картин, аннулировала контракты со звёздами и делала производство картин все более независимым. К середине 1950-х годов все большие звёзды покинули киностудию, один лишь Де Милль, работавший в Paramount с 1913 года, продолжал делать кино в старом стиле. Как и некоторые другие киностудии, Paramount видела мало выгоды в сохранении своей фильмотеки. Поэтому, когда актёрское агентство MCA, оказывавшее большое влияние на политику Paramount в то время, предложило $50 млн (выплачиваемых частями в течение многих лет) за 750 картин, произведённых до 1948 года, на студии было решено, что это наилучшее из возможных для Paramount решений. В целях учёта антитрастового законодательства MCA создала отдельную компанию EMKA, Ltd., предназначенную для распространения купленных фильмов на телевидении. В дальнейшем в MCA было подсчитано, что в течение последующих 40 лет компания заработала более 1 миллиарда долларов на прокате картин, ранее считавшихся в Paramount бесполезными.
Анимационные и короткометражные фильмы производства Paramount перешли во владение различных телевизионных продюсеров: так, большинство мультфильмов и шоу, выпущенных до 1951 года, приобрела компания U.M.&M. T.V. Corp.. Мультфильмы про Попая были проданы Associated Artists Productions, «Супермен» отошёл к Motion Pictures for Television, продюсерам ТВ-сериалов про этого супергероя. Остальные мультфильмы, выпущенные в период 1950—1952 годов, были проданы фирме Harvey Comics. Большинство копий проданных мультфильмов (за исключением мультфильмов про Супермена и лент, проданных Universal Studios) были подвергнуты изменениям в своих начальных титрах, чтобы уничтожить следы своей связи с компанией Paramount. На картинах про Попая оригинальные строки с правами были оставлены.
К началу 1960-х годов будущее Paramount находилось под вопросом: рискованный кинобизнес был весьма шатким, киносеть была в далеком прошлом, инвестиции в DuMont и платное телевидение на его ранних стадиях обернулись ничем. Компания даже пошла на продажу здания своего основного офиса на Таймс-сквер, среди прочего Джину Отри была продана в 1964 году и станция KTLA за баснословную по тем временам сумму в $12,5 млн. Отец-основатель компании Адольф Цукор (родившийся в 1873 году), по-прежнему занимавший пост «заслуженного руководителя в отставке», называл главу киностудии Барни Балабана (родившегося в 1888 году) не иначе как «мальчик». Столь престарелое руководство было не в состоянии угнаться за временем, и в 1966 году тонущая компания Paramount была продана промышленному конгломерату Чарльза Бладорна} Gulf and Western Industries. Бладорн немедленно занялся спасением киностудии, поставив во главе производства фактически никому неизвестного продюсера Роберта Эванса. Несмотря на трудные времена, Эванс пробыл на студии 8 лет и возродил репутацию Paramount, выпустив такие коммерчески успешные картины, как «Странная парочка» (1968), «История любви» (1970), «Ребёнок Розмари» (1968) и «Китайский квартал».
Также корпорация Gulf and Western Industries в 1967 году приобрела у Люсиль Болл другую телевизионную студию «Desilu Productions» (часть киностудии RKO Pictures). Используя популярные у зрителей сериалы «Звёздный путь», «Миссия невыполнима» (1966—1973) и «Мэнникс» (1967—1975) как шаг в сетевом направлении, в конечном итоге Paramount Television прославилась популярными получасовыми ситкомами. Роберт Эванс ушёл с поста руководителя производства в 1974 году, его преемник Ричард Силберт оказался слишком слабым и утончённым для владельца G+W и к 1976 году на его место пришла новая, взращённая на ТВ команда: Барри Диллер и его помощники: Майкл Айснер, Джеффри Катценберг и Дон Симпсон. Теперь сфера деятельности стала намного проще — «высококонцептуальные» картины наподобие «Лихорадки субботнего вечера» (1977) и «Бриолина» (1978). Учитывая своё телевизионное прошлое, Диллер не переставал выдавать в совет директоров компании идею о создании четвёртой коммерческой ТВ-сети. Но ни совет директоров, ни Бладорн не соглашались. Не согласился и преемник Бладорна — Мартин Дэвис (англ. Martin Davis). Когда Бладорн неожиданно умер, Дэвис продал все промышленные, горнодобывающие и другие подразделения G+W и переориентировал деятельность компании, сменив её имя на Paramount Communications. Когда в 1984 году Диллер покинул стены Paramount, он забрал свою идею о четвёртой ТВ-сети и перешёл в кинокомпанию 20th Century Fox, новый владелец которой Руперт Мёрдок заинтересовался этой идеей.
Paramount Pictures не имела никакого отношения к Paramount Records до тех пор, пока в конце 1960-х годов не купила права на использование её бренда, но не каталога. Имя Paramount использовалось для саундтреков картин и некоторых альбомов поп-музыки из каталога студии Dot Records), которую Paramount приобрела в 1958 году. В 1974 году Paramount продала все свои звукозаписывающие активы компании ABC Records, которая в свою очередь в 1978 году перепродала их корпорации MCA.
В 1980—1990-х годах успешное продвижение Paramount Pictures на ниве «лёгкого» кино ещё более усилилось, породив такие хиты, как «Искатели потерянного ковчега» (1981) и его продолжения, «Танец-вспышка» (1983), «Пятница, 13-е», «Полицейский из Беверли-Хиллз» (1984) + серия фильмов с комиком Эдди Мерфи и картины сериала «Звёздный путь». Несмотря на то, что особое внимание уделялось коммерческому кино, время от времени на студии также появлялись и серьёзные драматические картины, такие как «Атлантик-Сити» (1980) и «Форрест Гамп» (1994). В это период управление студией перешло из рук Айснера, Катценберга и Симпсона в руки Стэнли Яффе, Шерри Лансинг и, в конце 2005 года, Брэда Грея. В это же время в коллекции картин Paramount в большей, чем обычно, степени стали появляться ремейки и телевизионные ленты по мотивам кинокартин (т. н. «спин-офф»). Хотя иногда они были коммерчески успешны, всё же на студии было произведено крайне мало картин такого же уровня, который когда-то сделал Paramount Pictures лидером в области производства кинофильмов.
Благодаря появлению средств, полученных от продажи в середине 1980-х годов производственных подразделений концерна G+W, Paramount приобрела целую сеть телевизионных станций и тематические парки KECO Entertainment, переименованные затем в Paramount Parks. В 1993 году развлекательный конгломерат Viacom предложил приобрести Paramount, чем вызвал начало целой войны с Барри Диллером по покупке компании. В итоге Viacom победил, заплатив по итогам торгов 10 миллиардов долларов США за активы Paramount. В 1995 году Viacom совместно с United Television запустили United Paramount Network (UPN), тем самым осуществив мечту Диллера 1970-х годов о собственной ТВ-сети. В 1999 году Viacom выкупил долю United Television и передал бразды правления коммерчески неустойчивой сетью более стабильному своему подразделению CBS.
В начале 2005 года, частично из-за проблем в сфере телевизионного бизнеса, Viacom объявил о своём разделении на 2 компании. Разделение было завершено в январе 2006 года. По результатам разделения телевизионная и радиосеть CBS, сеть радиостанций Infinity (ныне CBS Radio), подразделение Paramount Television (ныне CBS Paramount Television) и UPN (ныне The CW Television Networkco), находящееся в совместном владении с конкурирующей компанией Warner Brothers, стали частью корпорации CBS Corporation. А Paramount Pictures вместе с MTV, (англ. BET) и другими высокоприбыльными кабельными каналами досталась корпорации New Viacom.
Пройдя череду слияний и приобретений, многочисленные ранние мультипликационные картины, короткометражные и художественные фильмы Paramount оказались у множества владельцев. Мультфильмы и короткометражки, которые были проданы в 1956 году компании U.M.&M, затем вернулись Paramount в результате покупки конгломератом Viacom компании Republic Pictures. EMKA/NBC Universal владеют 750 вышедшими до 1948 года звуковыми картинами Paramount, за исключением некоторых картин, оставшихся во владении U.M.&M./NTA или оставленных Paramount из-за других вопросов с правообладателями (например, лента 1944 года «Чудо в Морганс-Крик»). Мультфильмы про Попая и Супермена находятся во владении Turner Entertainment и DC Comics, подразделений концерна Time Warner. Права на остальные мультфильмы, которые были проданы Harvey Comics в 1951—1962 годах, ныне принадлежат Classic Media. Права на распространение продукции собственного производства принадлежат Paramount, пусть даже и разделённому надвое. Самой Paramount Pictures принадлежат права на кинопоказы, а распространением на телевидении ведает CBS Paramount Television (в рамках лицензии CBS).
Компания Paramount является последней крупной киностудией, расположенной на территории Голливуда. Когда компания в 1927 году переехала в то место, где она сейчас находится, оно было центром киносообщества. С тех пор, бывший сосед RKO закрылся в 1957 году; Warner Brothers (чья студия на Бульваре Сансет была продана Paramount в 1949 году в качестве дома для KTLA) переехала в Бербанк в 1930 году; Columbia Pictures присоединилась к Уорнерам в Бербанке в 1973 году, а в 1989 вновь переехала в Калвер-сити; а группа Pickford-Fairbanks-Goldwyn-United Artists, имея в архиве яркую историю, превратилась в постпродакшн и звукозаписывающее подразделение Warner, более известное просто как StudioThe Lot. Некоторое время окрестности вокруг студии Paramount находились в упадке, но теперь всё выглядит по-другому. Для множества посетителей недавно обновленная студия Paramount олицетворяет собой Голливуд, а тур по студии привлекает большое количество гостей.
11 декабря 2005 года Paramount объявила о приобретении компании DreamWorks за 1,6 миллиарда долларов США. Объявление было сделано председателем и исполнительным директором Paramount Pictures Брэдом Греем, который отметил, что увеличение количества картин, выпускаемых Paramount, является «ключевой стратегической целью в восстановлении статуса компании Paramount в качестве лидера в киноиндустрии». Данное соглашение не включает в себя подразделение DreamWorks Animation SKG Inc., наиболее выгодную часть компании DreamWorks. Однако Paramount получила права на прокат и распространение прибыльных анимационных картин DreamWorks, включающих в себя франшизу на Шрека. 1 февраля 2006 года было объявлено, что приобретение компании DreamWorks успешно завершено.

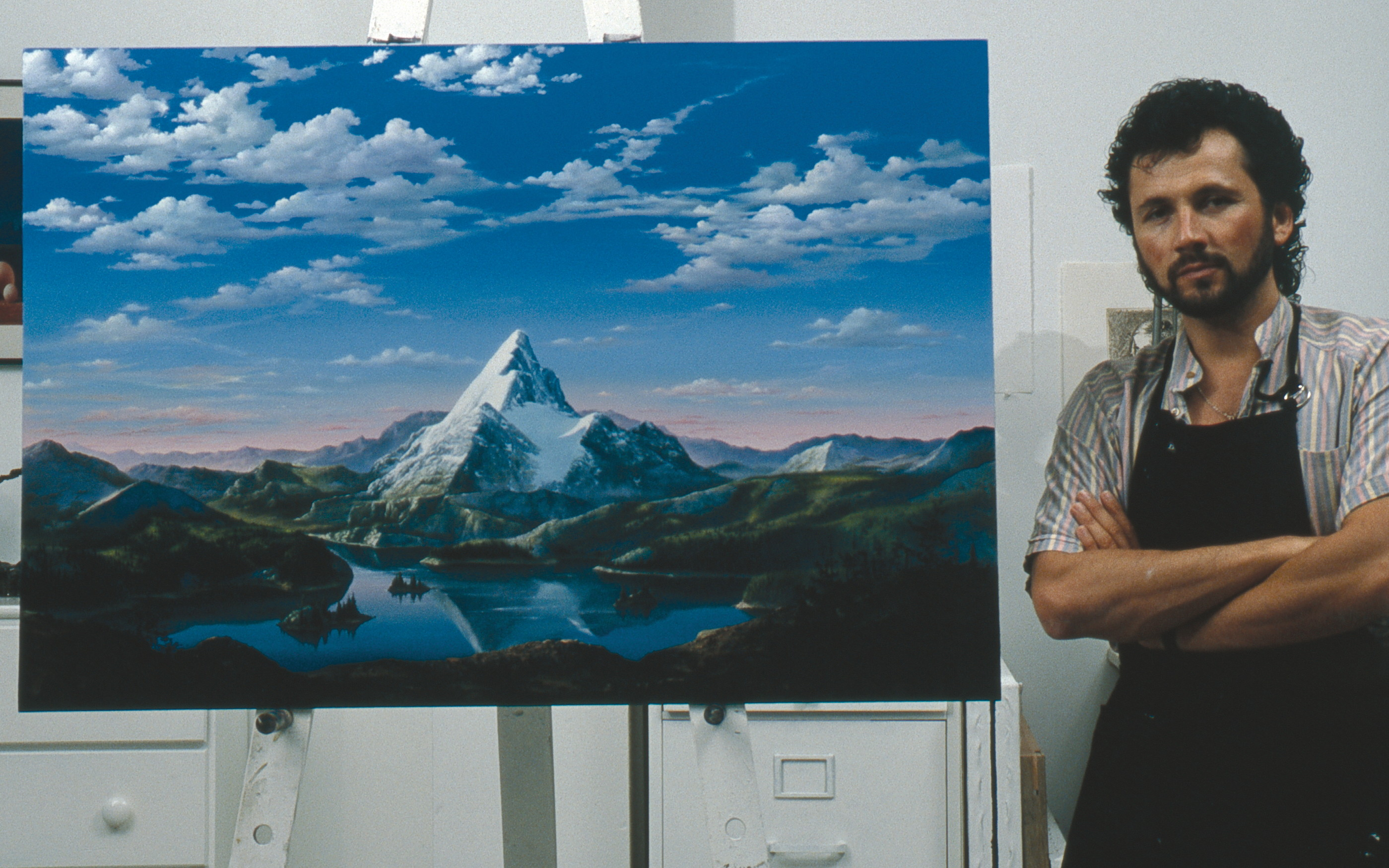
Художником Дарио Компаниле был создан логотип для Paramount Studios к её 75-летию. Картина была использована как исходник для последующей анимации логотипа. Оригинал находится на дисплее на Paramount Studios

Американская компания, занимающаяся производством и распространением кинопродукции, Paramount Pictures Corporation расположена в Голливуде, штат Калифорния. В настоящее время эта компания является старейшей американской киностудией (более старой является лишь французская киностудия Gaumont, основанная в 1895 г.). Владельцем киностудии является медиа-конгломерат Viacom.
В 2022 году ViacomCBS была переименована в Paramount Global и является собственностью частной компании National Amusement управляет компанией Шари Редстоун, дочь медиа-магната Самнера Редстоуна.

## Paramount Home Entertainment
Видеокомпания Paramount Home Video была основана в 1976 году и выпускала все фильмы данной компании по всей Северной Америке на Betamax и VHS, а к 1990-м годам — на Laserdisc. Также, данная компания выпускала мультфильм «Приключения Американского кролика» на VHS. За время существования компании заставки неоднократно менялись. В 1982—1986 годах оно также называлось Paramount Video.